# Hypericum aciferum
Hypericum aciferum ist eine Pflanzenart aus der Gattung der Johanniskräuter (Hypericum).

## Merkmale
Hypericum aciferum ist ein Zwergstrauch, der Wuchshöhen von 20 bis 30 Zentimeter erreicht. Die Blätter sind 5 bis 12 Millimeter groß, schmal lineal-spatelig und nicht dachziegelartig gehäuft. Der Blütenstand ist (ein- bis) dreiblütig. Die Blüten sind gestielt. Die Krone ist ungefähr 9 Millimeter groß und abfallend. 
Die Blütezeit reicht von Juni bis Oktober.

## Vorkommen
Hypericum aciferum ist auf Kreta im Regionalbezirk Chania in Sfakia endemisch. Die Art wächst in Felsspalten in Höhenlagen von 5 bis 50 Meter.

## Belege
- Ralf Jahn, Peter Schönfelder: Exkursionsflora für Kreta. Mit Beiträgen von Alfred Mayer und Martin Scheuerer. Eugen Ulmer, Stuttgart (Hohenheim) 1995, ISBN 3-8001-3478-0, S. 194.